# Fritz Richter-Elsner
Fritz Richter-Elsner (* 8. Januar 1884 in Köppelsdorf; † 1970 in Detmold) war ein deutscher Bildhauer.

## Leben
1884 im thüringischen Köppelsdorf geboren, studierte er bei Reinhard Möller an der Industrie- und Kunstgewerbeschule Sonneberg und danach in München. Von 1905 bis 1916, also schon mit 21 Jahren, war er künstlerischer Leiter der Gießerei Oscar Gladenbeck & Co. in Berlin-Friedrichshagen. Er lebte lange Jahre in Berlin-Friedrichshagen, wo er mit Skulpturen auf dem Friedhof und einem Denkmal für den jüdischen Arzt Max Jacoby (heute zerstört) Zeugnisse seines Wirkens hinterließ.
Ab den 1920er Jahren verlegte sich Richter-Elsner auf die Gestaltung von Denkmalen.
Mitte der 1930er Jahre geriet er in Zahlungsschwierigkeiten. Im Rahmen eines entsprechenden Briefwechsels erwähnt er seine Frau und seine drei Kinder.
Spätestens im März 1943 war Richter-Elsner zu einem Arbeitseinsatz abkommandiert und konnte sich nur in der Freizeit um die Bildhauer-Aufträge kümmern. Im April 1943 wohnte er in Goldberg (Schlesien), Hermann-Göring-Straße 1. Richter-Elsners künstlerisches Schaffen nahm nach der „Machtergreifung“ deutlich ab. Am 4. Juni 1937 beantragte er die Aufnahme in die NSDAP und wurde rückwirkend zum 1. Mai desselben Jahres aufgenommen (Mitgliedsnummer 3.933.995). 1943 war er zum Arbeitseinsatz abkommandiert. Ob das mit persönlichen wirtschaftlichen Schwierigkeiten zu begründen ist oder weil er nicht linientreu genug war, ist heute schwer feststellbar.

## Nach 1945
Nach Kriegsende flüchtete er über Thüringen nach Alsfeld. Seine dem Historismus nahe Haltung entsprach nicht mehr dem Zeitgeschmack, auch waren Großplastiken und Grabdenkmäler weitaus weniger gefragt. Eine seiner letzten bekannten Arbeiten ist eine Büste von Gerhart Hauptmann, die heute im Besitz der Gerhart-Hauptmann Schule in Alsfeld ist. Fritz Richter-Elsner starb 1970 in Detmold.

## Werke
Ab ca. 1900 sind von Richter-Elsner Jugendstil-Plastiken bekannt. Später verlegte sich der Künstler auf Denkmale, von denen noch viele erhalten sind.

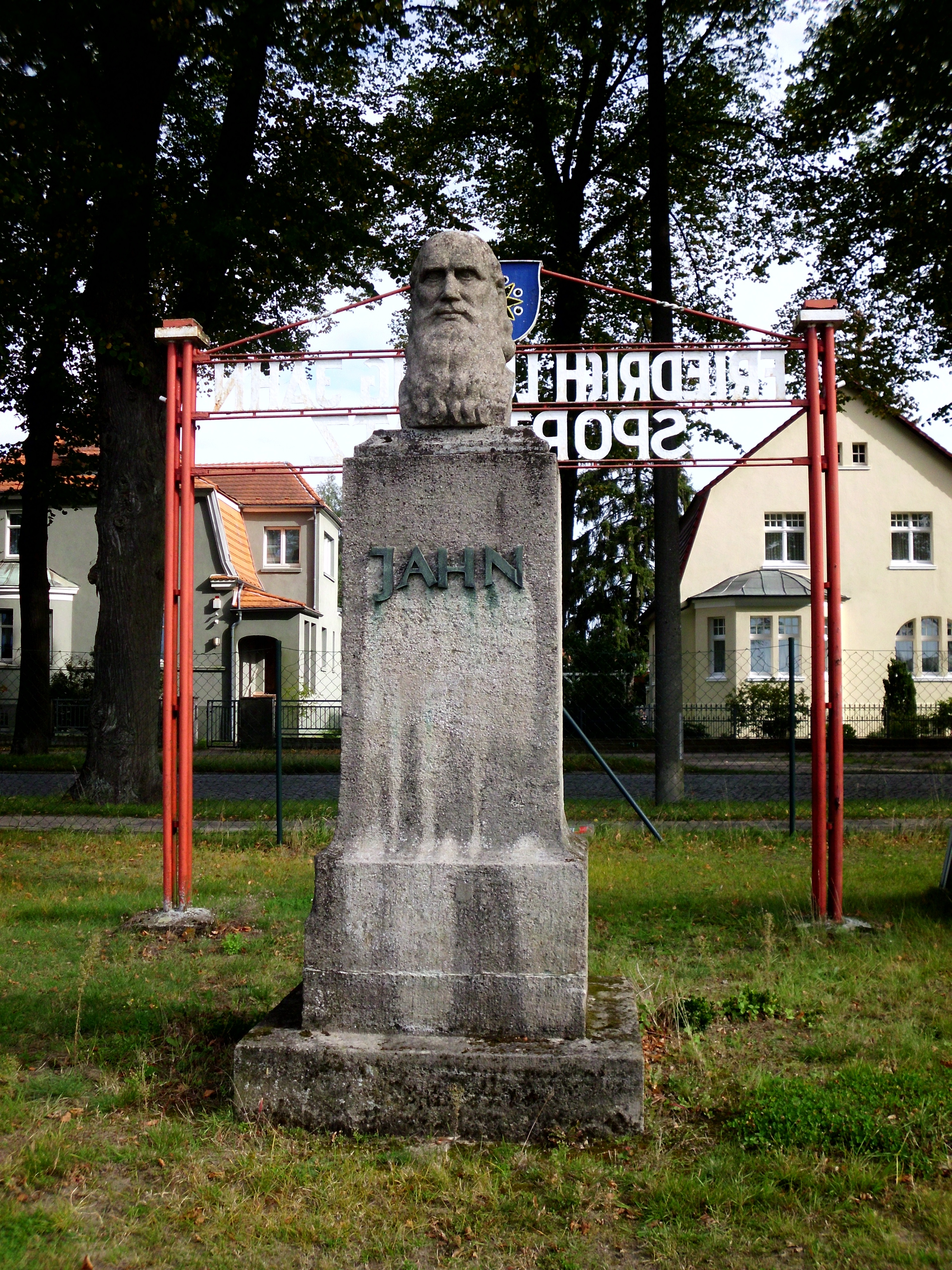
Jahn-Denkmal in Perleberg
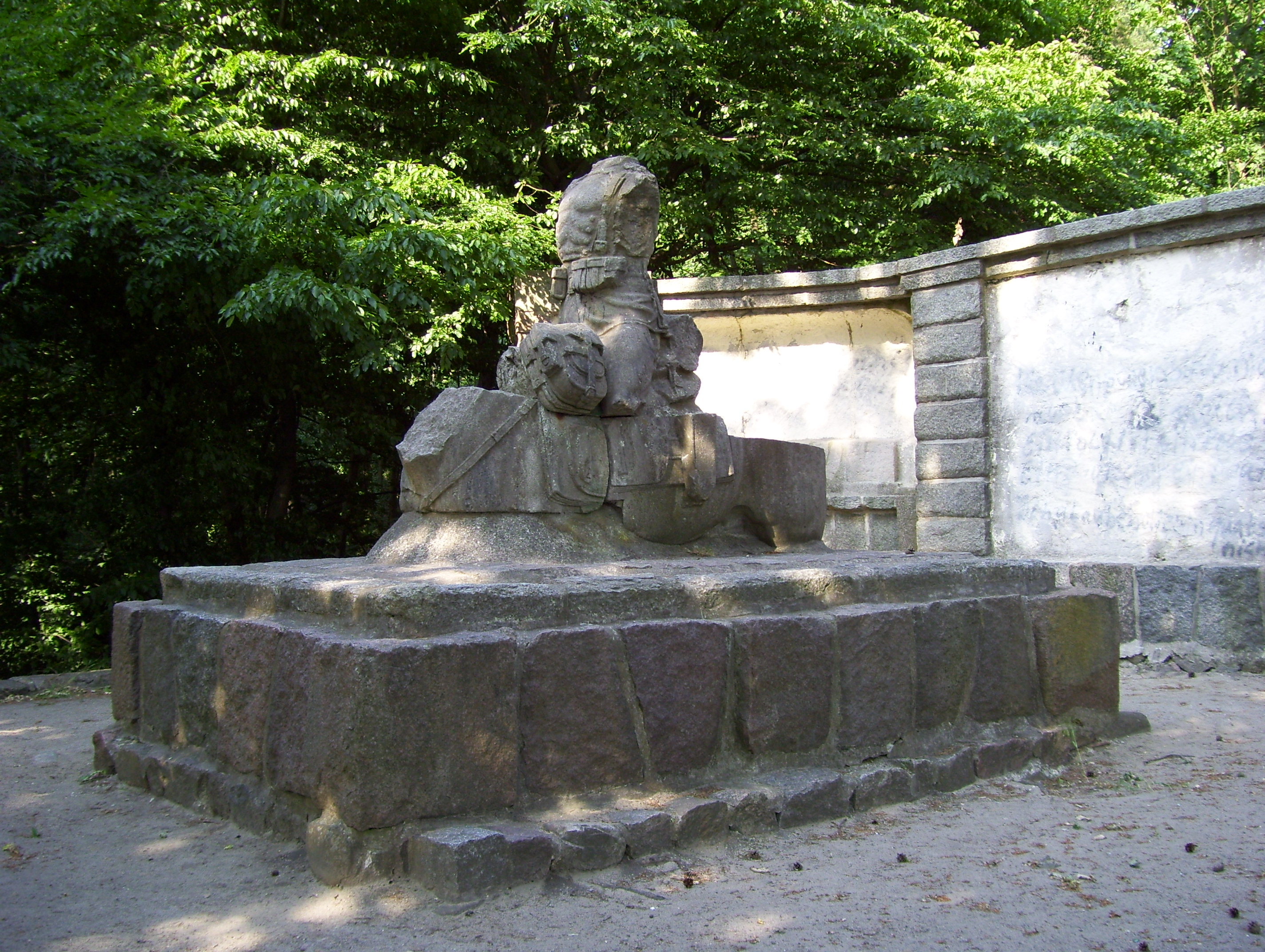
Ulanen-Denkmal in Demmin
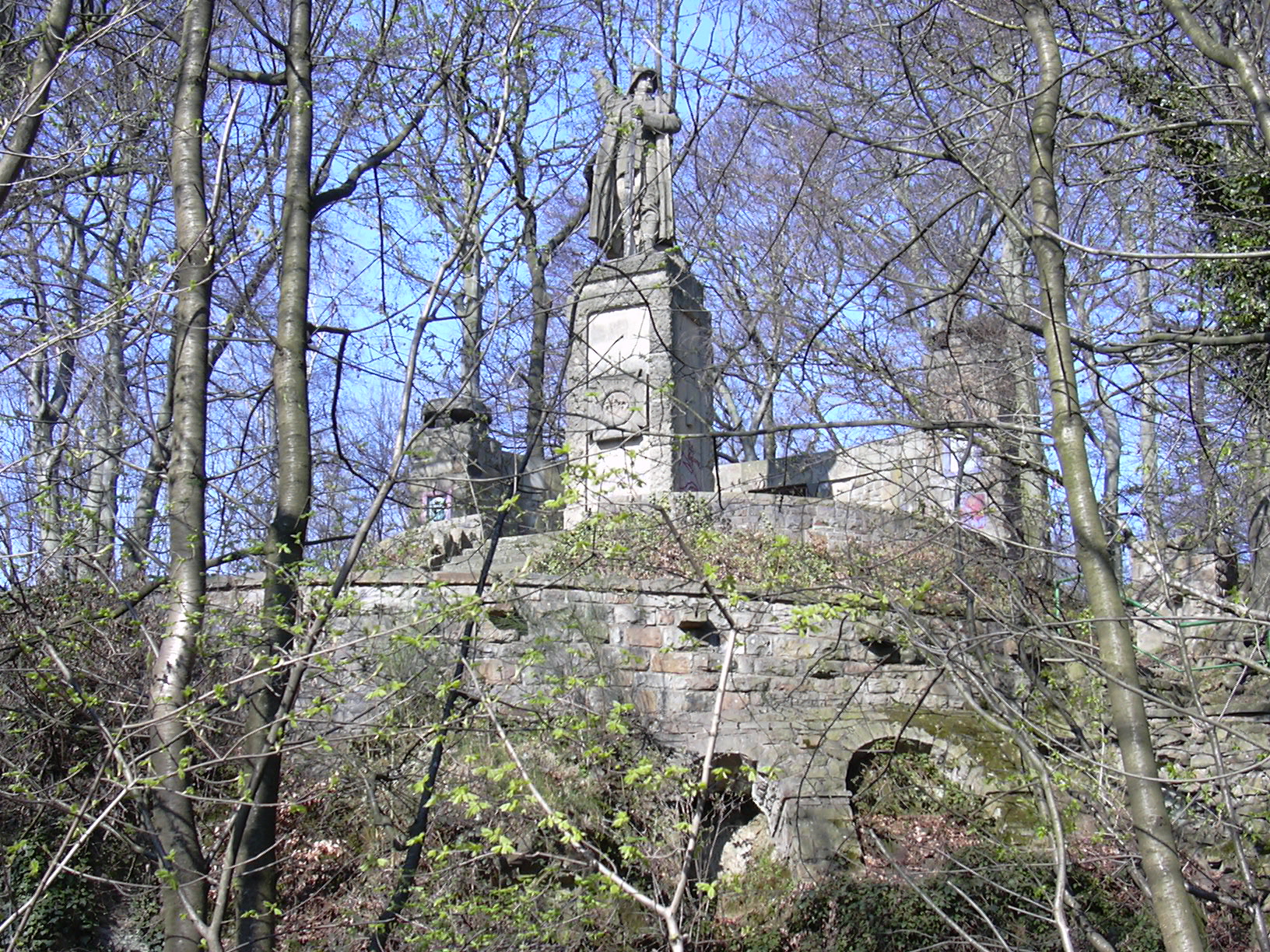
130er-Denkmal in Holzwickede-Hengsen
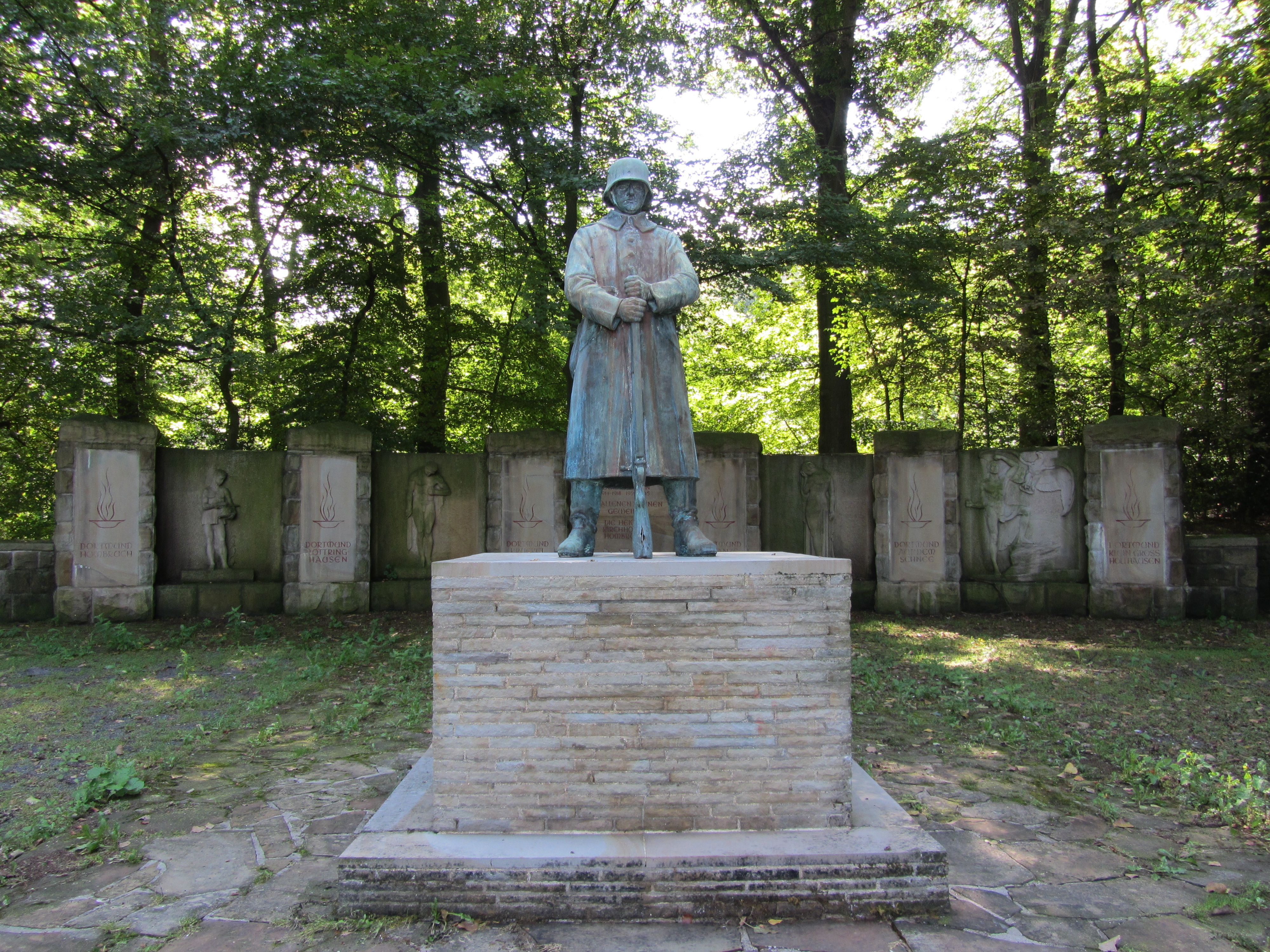
Ehrenmal an der Kruckeler Straße in Dortmund-Löttringhausen
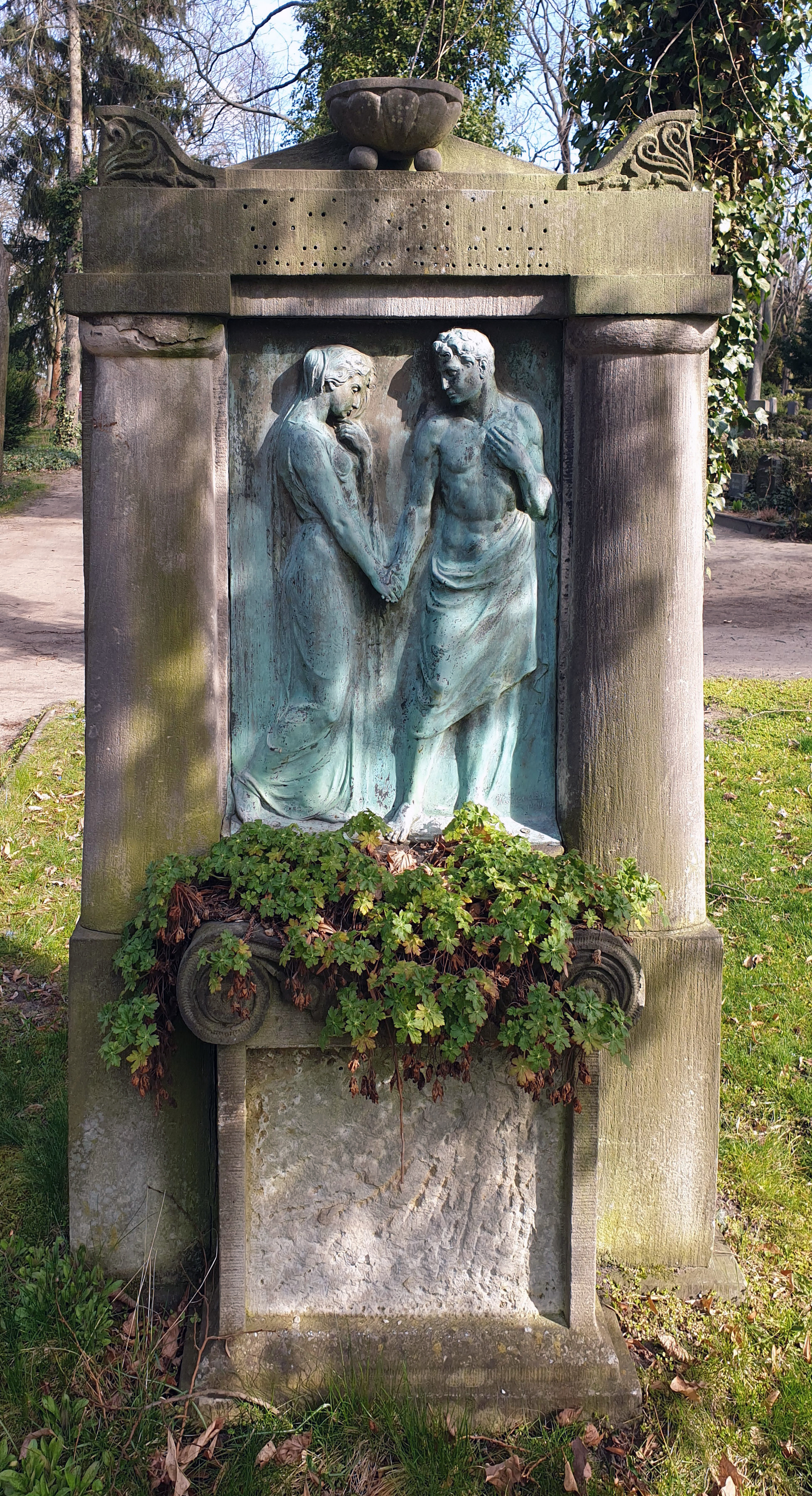
Relief auf dem Evangelischen Friedhof  in Berlin-Friedrichshagen

Bekannt sind heute noch folgende Werke:
- undatiert: Bronze-Plastik Auf die Mensur – Studentika[9]
- um 1900: Alabaster-Plastik Büste eines Mädchens[10]
- undatiert: Plastik Mädchen-Akt beim Balancieren
- undatiert: Bronze-Plastik Große Amazone zu Pferde[11]
- undatiert: Dackel in Bronze[12]
- undatiert: Kriegerdenkmal 1914–1918 in Reetz/Brandenburg (heute Polen)
- undatiert: mehrere Skulpturen auf dem Friedhof in Berlin-Friedrichshagen
- 1908: pyramidenförmiges Denkmal für den Oberleutnant zur See Hans Hellmann in Neisse/Schlesien (heute Nysa in Polen)[13] mit dessen Porträtrelief
- 1912: Jahn-Denkmal in Perleberg (die Bronzeversion ging 1939/1945 verloren), der originale Sockel mit neuer Sandsteinbüste (um 1952) heute auf dem Sportplatz in der Berliner Straße[14]
- 1913: Bismarck-Standbild im Bismarckturm von Bromberg (heute Bydgoszcz, Polen)[15]
- 1913: Denkmal für Max Jacoby in Berlin-Friedrichshagen (zerstört)
- 1915: Eiserne Faust (als Hindenburgdenkmal) in Berlin-Friedrichshagen[16]
- 1916: Kriegerdenkmal 1870/71 (?) in Soldau (Ostpreußen, heute Polen)
- 1920: Jugendstil-Relief-Platten in Berlin-Friedrichshagen, Böhlsche Straße / Lindenallee
- 1921: Kriegerdenkmal in Sielow bei Cottbus[17]
- 1922: Reiterstandbild der Kürassiere in Brandenburg (Havel)[18]
- 1923–1924: Ulanendenkmal in Demmin (53° 54′ N, 13° 3′ O)
- 1925–1926: Kriegerdenkmal in Łobez (Kreisstadt in Pommern)
- 1926–1929: 130er-Denkmal am Kellerkopf bei Holzwickede-Hengsen (51° 28′ N, 7° 36′ O)
- 1927: Kriegerdenkmal in Holzwickede-Hengsen, Unnaer Straße
- 1927: Kriegerdenkmal im Königspark (heute Goethepark) in Schöneiche bei Berlin[19]
- zwischen 1931 und 1936: Gipsbüste von Gustaf Kossinna (1858–1931)[20][21]
- 1928: Gefallenen-Denkmal in Grimmen[22]
- 1928–1940: „Ehrenmal für das frühere Amt Kirchhörde“ in Dortmund-Löttringhausen, Kruckeler Straße (51° 27′ N, 7° 26′ O)[23][24]
- 1937: „Büste des Führers“ in der „Weihestätte Pasewalk“[25]
- 1941: Goldgräberbrunnen auf dem Markt in Goldberg (Schlesien)[26]
- 1942–1944: Denkmal für Bolko I. für Schönau (aufgestellt erst 2007)[27]

1931 hat sich Richter-Elsner auch als Drehbuchautor betätigt: Der Kurzfilm Heldentum – Volkstum – Heimatkunst von Fritz Puchstein entstand nach seinem Drehbuch.

## Notizen
Überlieferte Schriftstücke:
- Schriftwechsel vom 23. Mai 1935 bis 13. April 1938 wegen Schulden bei Th. Regenbogen aus dem Denkmalsbau am Kellerkopf in Holzwickede-Hengsen[29]
- 1. Juni 1942 Bewerbungsbrief an Bürgermeister von Schönau an der Katzbach (aus Friedrichshagen), zitiert in Silesia Nova, Ausgaben 1-2011, Seite 43ff.
- 6. August 1944 Mitteilung zur Fertigstellung von Bolko I (aus Friedrichshagen)

Dokumente:
- Friedrichshagener Hefte (ab 1995), Hefte 38–40. Bronzegießerei Gladenbeck – Bronzenes für Berlin, Kurz-Vita von Richter-Elsner